# Leknes (Alver)
Leknesⓘ ist eine Ortschaft in der norwegischen Kommune Alver in der Provinz (Fylke) Vestland. Der Ort hat 1218 Einwohner (Stand: 1. Januar 2024).

## Geografie
Leknes ist ein sogenannter Tettsted, also eine Ansiedlung, die für statistische Zwecke als eine städtische Siedlung gewertet wird. Der Ort liegt an der Nordseite des Osterfjords, der sich nördlich der Stadt Bergen Richtung Nordosten in das Land einschneidet. Im Osten von Leknes erstreckt sich eine Bucht ins Land hinein, sodass der Ort an einer Landspitze gelegen ist. Auf der gegenüberliegenden Seite des Osterfjords liegt die Kommune Osterøy. Knarvik, der Verwaltungssitz der Kommuner Alver, liegt rund fünf Kilometer westlich von Leknes.

## Verkehr
Durch Leknes führt die Europastraße 39 (E39). Die Straße stellt unter anderem die Verbindung in die weiter südwestlich gelegene Stadt Bergen her. Auf dem Wegstück zwischen Knarvik und Leknes führt die Straße durch den Mundalsbergtunnel.

## Name
Die Ortsnamen Leknes und Leiknes kommen entlang der norwegischen Küste mehrfach vor, unter anderem auch bei der gleichnamigen Stadt Leknes in Nordland. Die Namen setzen sich aus den beiden Bestandteilen leik und nes (deutsch Landzunge oder Landspitze) zusammen. Einer Theorie zufolge liegt der Ursprung des Namens darin, dass die Orte Treffpunkte für Spiel (norwegisch lek/leik) und Tanz waren.